# Олизаренко, Анатолий Владимирович

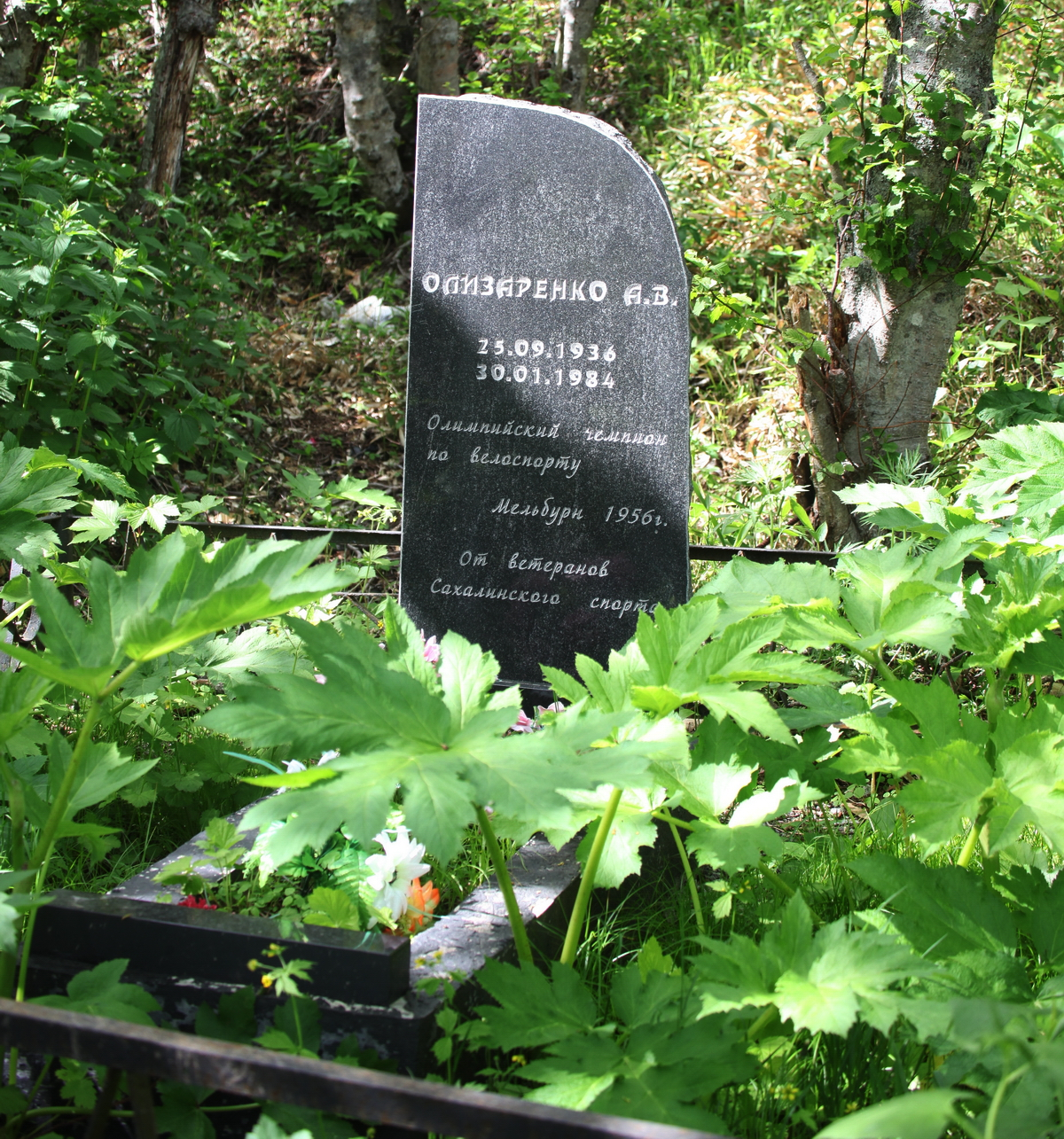
Могила Анатолия Олизаренко

Анатолий Владимирович Олизаренко (25 сентября 1936 года — 30 января 1984) — советский велогонщик. Мастер спорта СССР (1956). Представлял общество «Трудовые резервы».

## Биография
В 1958 году выиграл Тур Египта. Имя Анатолия Олизаренко стало известно в велосипедных кругах Европы в 1960 году, когда он стал третьим на Туре Польши и финишировал девятым на Велогонке Мира.
Бронзовый призёр чемпионата мира 1963 года в командной гонке.
Чемпион СССР 1963 года в командной гонке (вместие с Капитоновым, Мелиховым и Череповичем) провшедшего в рамках Спартакиады народов СССР.
Участник летних Олимпийских игр 1964 года в Токио.
Ушёл из большого спорта в 1966 году.
Похоронен на Шикотане у пос. Крабозаводское.